# عقلية (علم النفس)
في علم النفس، تشير العقلية (بالإنجليزية: Mentalism) إلى تلك الفروع البحثية التي تركز على عمليات الإدراك والتفكير، على سبيل المثال: الصور الذهنية والوعي والإدراك، وكما هو الحال في علم النفس المعرفي، فقد استخدام مصطلح العقلية في أول مرة من قبل السلوكيين الذين يعتقدون أن علم النفس العلمي يجب أن يركز على هيكل العلاقات السببية لردود الفعل والاستجابات الفعالة أو على وظائف السلوك.
لا يختلف مجال العقلية عن السلوكية؛ إذ يمكن رؤية عناصر أحدهما في الآخر، وربما أكثر في العصر الحديث، مقارنة بظهور علم النفس منذ أكثر من قرن.:11–12, 184

## العقلية الكلاسيكية
استخدم عالم النفس ألان بايفيو مصطلح العقلية الكلاسيكية للإشارة إلى علم النفس الاستبطاني لإدوارد تيتشنر وويليام جيمس. :263على الرغم من اهتمام تيتشنر بالبنية وجيمس بالوظيفة، اتفق كلاهما على أن الوعي هو موضوع علم النفس، مما يجعل علم النفس مجالًا ذاتيًا بطبيعته. :263

## صعود السلوكية
منذ بداية علم النفس، كانت النظرية السلوكية تزدهر بشكل متزامن مع العقلية. ومع ذلك، لم يكن للسلوكية تأثير سائد حتى عام 1913، عندما نشر عالم النفس جون بي. واتسون مقالته "علم النفس كما يراها السلوكي"، والذي بدأت بعدها السلوكية بالتأثير السائد. :267أثارت أفكار واتسون ما أسماه البعض نقلة نوعية في علم النفس الأمريكي، مؤكدة على الدراسة الموضوعية والتجريبية للسلوك البشري، بدلاً من الدراسة الذاتية والاستبطانية للوعي البشري. اعتبر علماء السلوك أن دراسة الوعي مستحيلة، أو غير ضرورية، وأن التركيز عليها حتى تلك النقطة لم يكن سوى عائقًا أمام المجال للوصول إلى إمكاناته الكاملة. :267–268 ولبعض الوقت، استمرت النزعة السلوكية لتكون قوة مهيمنة تقود البحث النفسي، والتي طورتها أعمال العلماء بما في ذلك إيفان بافلوف، وإدوارد ثورندايك، وواتسون، وخاصة بي إف سكينر. :30

## العقلية الجديدة
كانت التطورات التكنولوجية والمنهجية حاسمة لإحياء العقل أو الوعي بنجاح كمحور أساسي للدراسة في علم النفس (وفي المجالات ذات الصلة مثل علم الأعصاب الإدراكي)، والتي سمحت في النهاية برسم خرائط الدماغ، من بين تقنيات جديدة أخرى. قدمت هذه التطورات وسيلة تجريبية موضوعية للبدء في دراسة الإدراك والوعي، وإبطال فعال[محل شك] النقد الرئيسي للعقلية قبل نصف قرن.
ومع ذلك، فإن الثورة المعرفية لم تقتل السلوكية كبرنامج بحث ؛ في الواقع، نما البحث عن الإشراط استثابي بوتيرة سريعة خلال الثورة المعرفية. في عام 1994، أجرى الباحث تيري ل. سميث مسحًا لتاريخ السلوكية الراديكالية وخلص إلى أنه "على الرغم من أن السلوكية الراديكالية ربما تكون فاشلة، إلا أن برنامج البحث الفعال كان ناجحًا. علاوة على ذلك، فإن علم النفس الفعال وعلم النفس المعرفي يكملان بعضهما البعض، ولكل منهما مجاله الخاص الذي يساهم فيه بشيء ذي قيمة للآخر، ولكن بعيدًا عن متناوله".:xii

## مقالات ذات صلة
- الديكارتية
- المعرفية (علم النفس)
- الثنائية (فلسفة العقل)
- مثنوية الخصائص